# Parnassus-Stücke
Die Parnassus-Stücke (englisch Parnassus plays) sind die drei anonym zwischen 1598 und 1602 erschienenen Theaterstücke The Pilgrimage to Parnassus, The First Part of the Return from Parnassus und The Second Part of the Return from Parnassus, die am St John’s College in Cambridge zu Weihnachten aufgeführt wurden. Die Autoren der Stücke waren lange Zeit unbekannt, vermutet wurden John Weever als Autor des ersten Stücks und der Satiriker Joseph Hall bzw. der Dramatiker John Day als Autor der beiden anderen Stücke. Die Stücke drehen sich um den Versuch verschiedener Dichter, eine Anstellung zu finden, bzw. in den beiden letzten Stücken eine Aufnahme bei der Theatertruppe Lord Chamberlain’s Men zu finden.

## Ausgabe
- Leishman: The Text of The Parnassus Plays. Review of English Studies, 1942.